# Потьма (Саратовская область)
Потьма — деревня в Аркадакском районе Саратовской области России. Входит в состав Краснознаменского сельского поселения. Высота над уровнем моря 204 метра .

## Население
| 2010 |
| ---- |
| 0    |

## История
Согласно «Списку населенных мест Российской империи по сведениям 1859 года» Саратовская губерния, Балашовский уезд, стан 1: хутор Потьминский, при прудах, число дворов - 36, жителей мужского пола - 172, женского пола -180.
1. ↑  Всероссийская перепись населения 2010 года. Численность и размещение населения Саратовской области